# Kubanischer Elfenbeinspecht
Der Kubanische Elfenbeinspecht (Campephilus principalis bairdii) ist eine möglicherweise ausgestorbene Unterart des Elfenbeinspechts, die auf Kuba heimisch war, wo sie als „Carpintero real“ bezeichnet wird. Er wurde ursprünglich als eigene Art klassifiziert, 1885 als Unterart reklassifiziert und in einer Studie aus dem Jahr 2006 erneut als eigenständige Art vorgeschlagen.
Seit 1987 gibt es keine bestätigten Sichtungen des Vogels. In der Folgezeit gab es zwar Suchexpeditionen von verschiedenen Forschern, die jedoch alle ergebnislos verliefen.

## Taxonomie und Aussehen
Der Kubanische Elfenbeinspecht wurde 1863 von John Cassin, basierend auf Hinweisen von Spencer Fullerton Baird, als eigene Art (C. bairdii) erwähnt. Cassin schrieb in seiner Erstbeschreibung:

„Er ist C. prinicipalis sehr ähnlich, aber kleiner und mit schwarzen Federn am vorderen Teil der Haube, die länger als die nachfolgenden scharlachroten Federn sind. Eine weiße längs verlaufende Linie am Hals, die bis zur Basis des Schnabels reicht. (…) Es scheint sich um eine einzigartige Insel-Spezies zu handeln (…)“

Die kubanische Form wurde 1885 von Charles Barney Cory als Unterart des nordamerikanischen Elfenbeinspechts C. principalis bairdii reklassifiziert, was bis in die frühen 2000er Jahre der wissenschaftliche Status quo war. Eine neuere Studie aus dem Jahr 2006 von Robert C. Fleischer und seinen Kollegen, kam jedoch zu dem Ergebnis, dass sich die kubanische und die amerikanische Form genetisch hinreichend unterscheiden, um als eigene Arten betrachtet zu werden, die zusammen mit dem Kaiserspecht eine eigene nordamerikanische Klade innerhalb der Gattung Campephilus bilden, die im mittleren Pleistozän entstand. Die in der Studie angewandten Methoden deuten darauf hin, dass die Aufspaltung zwischen C. principalis und der durch C. p. bairdii und C. imperialis repräsentierten Linie zeitlich zuerst erfolgte. Irby Lovette vom North American Committee on Classification and Nomenclature (NACC) bezeichnet die Daten zwar als „interessant“, meinte aber, dass diese Klassifizierung die Vögel in eine „Grauzone“ platzieren würde. Daher ist das NACC noch nicht bereit, die nordamerikanische und die kubanische Form als zwei eigenständige Arten anzuerkennen.
Die erste detaillierte Beschreibung des Verhaltens und des Lebensraums des Kubanischen Elfenbeinspechts wurde erst 1893 veröffentlicht, als Juan Gundlach ihm im ersten Band seines Werks Ornitología Cubana einen Beitrag widmete. In Kuba war er gewöhnlich unter dem Namen carpintero real („Königsspecht“) bekannt, obwohl dieser Name auch für andere Vögel verwendet wurde.

## Lebensraum
Der Kubanische Elfenbeinspecht lebte in Wäldern mit altem Baumbestand, in denen es reichlich tote oder absterbende Bäume gab, wo seine Hauptnahrung, Larven von Bockkäfern und anderen Käfern, vorkam. Zu Beginn des 20. Jahrhunderts war der größte Teil der kubanischen Laubwälder im Tiefland abgeholzt, und das Vorkommen beschränkte sich auf die montanen Wälder im Nordosten der Insel, die von der Kuba-Kiefer (Pinus cubensis) dominiert sind. Sein ursprüngliches Verbreitungsgebiet wurde mit den Organ Mountains, den Tieflandwäldern der Ensenada de Cochinos und der Region entlang des Río Hanábana angegeben.

## Lebensweise
Es gibt relativ wenige Berichte über die Lebensweise des Vogels in freier Wildbahn. Der Ornithologe John V. Dennis entdeckte 1948 einige Vögel und notierte das beobachtete Verhalten. Er bemerkte, „dass sie so viel Zeit damit verbrachten, sich zu putzen und zu kratzen“, dass er das für ungewöhnlich hielt. Sie waren nicht besonders scheu oder ausweichend, sobald sie sich an seine Anwesenheit gewöhnt hatten, und sie schließlich „geradezu träge wirkten“, obwohl ein Männchen schnell eingriff, um einen Buntfalken vom Nistplatz zu vertreiben.
Die Brutzeit von C. p. bairdii lag zwischen März und Juni. Vermutungen gehen in die Richtung, dass die Nahrungsspezialisierung des Spechtes zur Gruppenbildung geführt haben könnte, ähnlich wie beim nordamerikanischen Elfenbeinspecht, von dem gelegentlich über Gruppen von acht oder mehr Individuen berichtet wurde. Dieses Verhalten würde es den Vögeln ermöglichen, eine örtlich vorkommende Nahrungsquelle optimal zu nutzen.

## Status
Obwohl der Kubanische Elfenbeinspecht einst weit verbreitet war, galt er Ende der 1940er Jahre bereits als sehr selten, als Dennis eine kleine Population in einem Waldgebiet bei Cuchillas de Moa entdeckte, das bis auf einen kleinen Rest bereits einige Jahre zuvor zur Holzgewinnung abgeholzt worden war. George Lamb fand dort 1956 noch sechs Reviere und empfahl die Erstellung eines Schutzplans, was jedoch aufgrund der Kubanischen Revolution im Jahr 1959 nicht durchgeführt wurde.
Der letzte allgemein anerkannte Nachweis über den Kubanischen Elfenbeinspecht erfolgte im Jahr 1987, als ein einzelnes weibliches Exemplar in den Bergen Ostkubas von Giraldo Alayón und Aimé Pasada identifiziert wurde, nachdem ein Team von Ornithologen, darunter Lester Leroy Short und seine Frau Jennifer F. M. Horne, in der Gegend von Ojito de Agua, einem hügeligen Kiefernwald, eine Handvoll Beobachtungen sowohl von männlichen als auch weiblichen Vögeln gemacht hatte. Obwohl das Gebiet sofort von der kubanischen Regierung als Schutzgebiet ausgewiesen wurde, konnten bei Nachforschungen in den Jahren 1991 und 1993 keine weiteren Spuren des Vogels gefunden werden, und es wurde deutlich, dass die Überlebenschancen für den Kubanischen Elfenbeinspecht katastrophal waren. Es wird vermutet, dass der Kubanische Elfenbeinschnabelspecht um 1990 ausgestorben war. Das in den 1980er Jahren unter Schutz gestellte Gebiet ist heute Teil des Alexander-von-Humboldt-Nationalparks.
In der Roten Liste der IUCN wird darauf hingewiesen, dass 1998 in den höchsten Lagen der Sierra Maestra mögliche Rufe des Elfenbeinspechts gehört wurden, jedoch bei einer anschließenden Suche keine Spur des Taxons oder eines potenziellen Lebensraums gefunden wurde.